# شركة بوبا

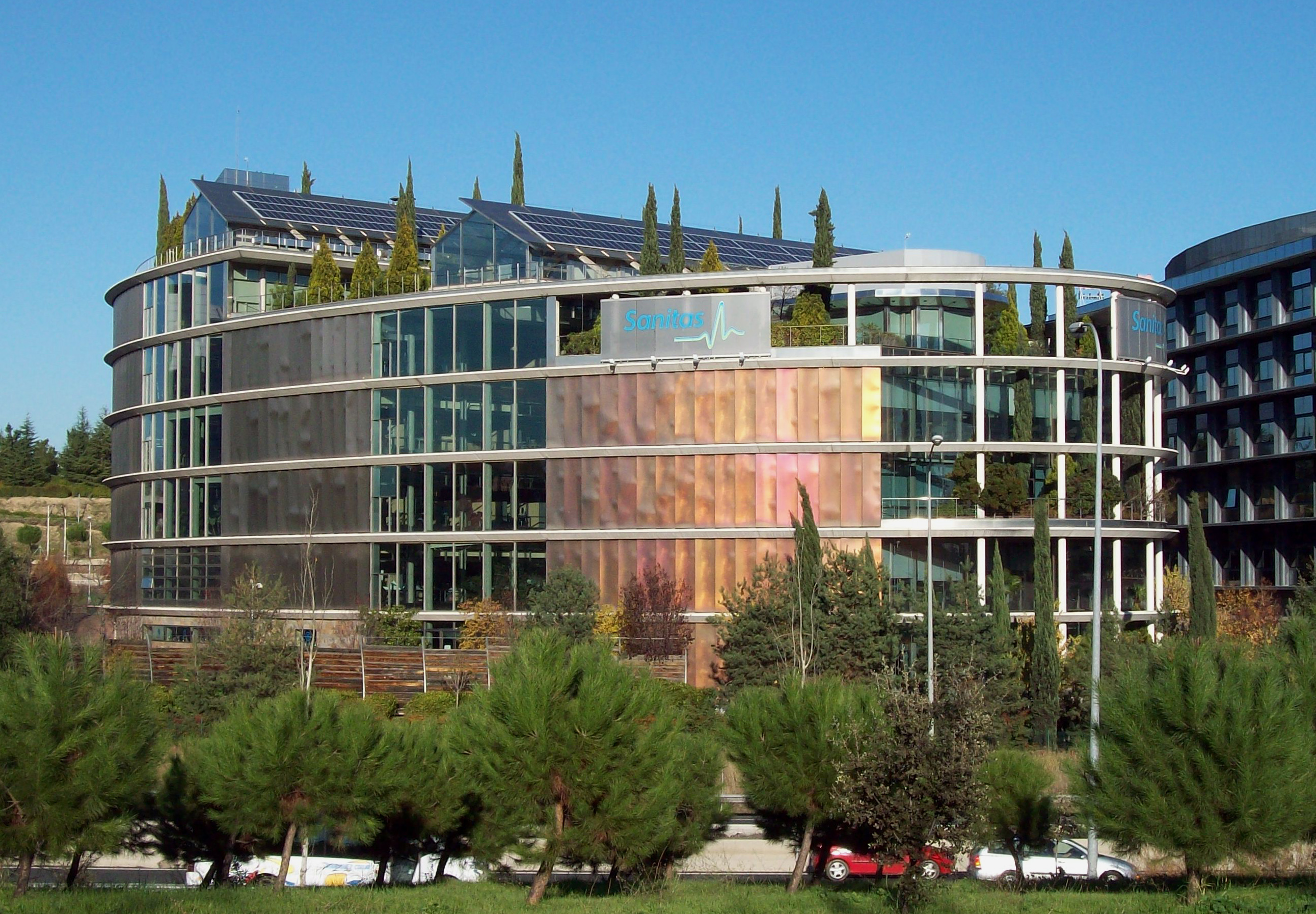
مكاتب بوبا في مدريد (إسبانيا).

شركة بوبا هي شركة دولية بريطانية للرعاية الصحية متخصصة ومتعددة التأمين ، مع أصولها ومقرها في المملكة المتحدة، ولكن تخدم الآن 32 مليون عميل في 190 دولة. هي شركة رعاية صحية خاصة محدودة بضمان،  على عكس الخدمة الصحية الوطنية في المملكة المتحدة (NHS) ، وهو نظام رعاية صحية ممول من الضرائب . في حين أن النمو في البداية عضويا من خلال التوسعات في الحقول الخضراء، فقد تميل في الآونة الأخيرة إلى العمل على غرار شركة الأسهم الخاصة، مع استراتيجيتها المؤسسية تتأثر بشدة من نشاط عمليات الاندماج والشراء من أجل توطيد نفسها كشركة رائدة في السوق في تقديم الرعاية الصحية والتأمين المتعدد. تم تصنيفها باستمرار بين أفضل أماكن العمل، بعد أن احتلت المرتبة الخامسة في إصدار 2019 من أفضل شركات لينكد إن في المملكة المتحدة.